# Chalon (Isère)
Pour les articles homonymes, voir Chalon et Châlons.
Chalon, anciennement Châlons jusqu'en juillet 2012, est une commune française située dans le département de l'Isère en région Auvergne-Rhône-Alpes.
Ses habitants sont dénommés les Chalonnais.

## Géographie

### Situation et description
Petite commune à vocation essentiellement rurale, Chalon est situé dans les régions du Bas-Dauphiné et des Balmes viennoises, dans l'arrondissement de Vienne, dans le département de l'Isère.

### Communes limitrophes
Plusieurs autres communes se situent aux alentours de Chalon. Parmi elles, on trouve Saint-Sorlin-de-Vienne, Montseveroux, Monsteroux-Milieu, Vernioz et Les Côtes-d'Arey.
| Les Côtes-d'Arey | Saint-Sorlin-de-Vienne |              |
| Vernioz          | Chalon                 | Montseveroux |
|                  | Monsteroux-Milieu      |              |

### Climat
Pour des articles plus généraux, voir Climat d'Auvergne-Rhône-Alpes et Climat de l'Isère.
En 2010, le climat de la commune est de type climat océanique altéré, selon une étude du Centre national de la recherche scientifique s'appuyant sur une série de données couvrant la période 1971-2000. En 2020, Météo-France publie une typologie des climats de la France métropolitaine dans laquelle la commune est dans une zone de transition entre le climat semi-continental et le climat de montagne et est dans la région climatique  Moyenne vallée du Rhône, caractérisée par un bon ensoleillement en été (fraction d’insolation > 60 %), une forte amplitude thermique annuelle (4 à 20 °C), un air sec en toutes saisons, orageux en été, des vents forts (mistral), une pluviométrie élevée en automne (250 à 300 mm). 
Pour la période 1971-2000, la température annuelle moyenne est de 11,3 °C, avec une amplitude thermique annuelle de 17,8 °C. Le cumul annuel moyen de précipitations est de 929 mm, avec 9,3 jours de précipitations en janvier et 6 jours en juillet. Pour la période 1991-2020, la température moyenne annuelle observée sur la station météorologique de Météo-France la plus proche, « Reventin », sur la commune de Reventin-Vaugris à 7 km à vol d'oiseau, est de 12,9 °C et le cumul annuel moyen de précipitations est de 775,7 mm,. Pour l'avenir, les paramètres climatiques de la commune estimés pour 2050 selon différents scénarios d'émission de gaz à effet de serre sont consultables sur un site dédié publié par Météo-France en novembre 2022.

### Hydrographie
Le territoire communal est longé par le ruisseau de la Feya, un affluent de la Varèze.

### Voies de communication
Située à l'écart de grands axes routiers, le territoire communal n'est traversé que par la route départementale 46 (RD46).

## Urbanisme

### Typologie
Au 1er janvier 2024, Chalon est catégorisée commune rurale à habitat très dispersé, selon la nouvelle grille communale de densité à sept niveaux définie par l'Insee en 2022.
Elle est située hors unité urbaine. Par ailleurs la commune fait partie de l'aire d'attraction de Lyon, dont elle est une commune de la couronne,. Cette aire, qui regroupe 397 communes, est catégorisée dans les aires de 700 000 habitants ou plus (hors Paris),.

### Occupation des sols
L'occupation des sols de la commune, telle qu'elle ressort de la base de données européenne d’occupation biophysique des sols Corine Land Cover (CLC), est marquée par l'importance des forêts et milieux semi-naturels (50,5 % en 2018), une proportion identique à celle de 1990 (50,5 %). La répartition détaillée en 2018 est la suivante : 
forêts (50,5 %), prairies (25,3 %), terres arables (12,7 %), zones agricoles hétérogènes (11,5 %). L'évolution de l’occupation des sols de la commune et de ses infrastructures peut être observée sur les différentes représentations cartographiques du territoire : la carte de Cassini (XVIIIe siècle), la carte d'état-major (1820-1866) et les cartes ou photos aériennes de l'IGN pour la période actuelle (1950 à aujourd'hui).

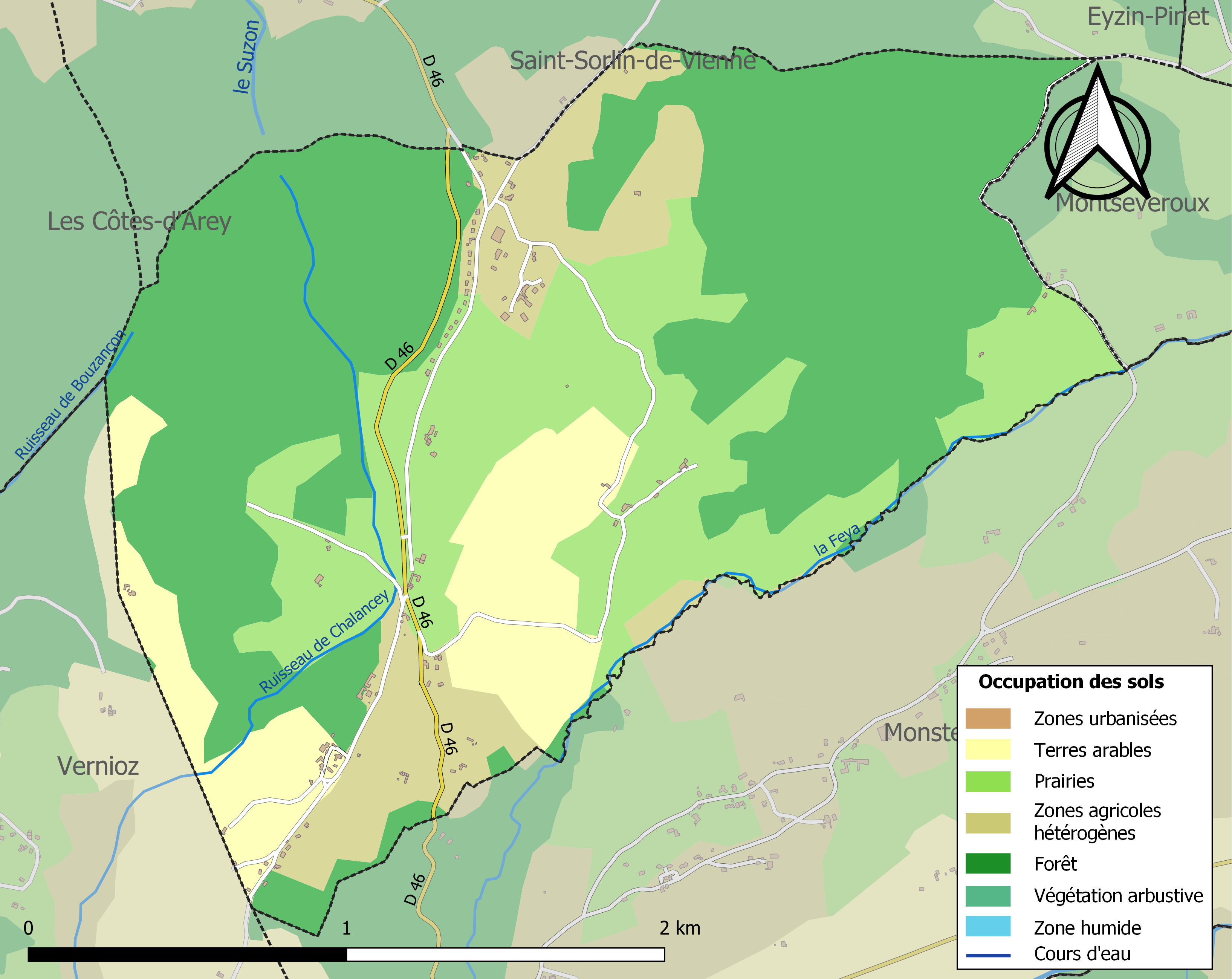
Carte des infrastructures et de l'occupation des sols de la commune en 2018 (CLC).

### Risques naturels et technologiques majeurs

#### Risques sismiques
L'ensemble du territoire de la commune Chalon est situé en zone de sismicité n°3 (sur une échelle de 1 à 5), comme la plupart des communes de son secteur géographique.
| Type de zone | Niveau            | Définitions (bâtiment à risque normal) |
| ------------ | ----------------- | -------------------------------------- |
| Zone 3       | Sismicité modérée | accélération = 1,1 m/s2                |

## Histoire

### Moyen Âge
Un manse à Chalon avant l'an mille dépendait du monastère de Saint-Julien-du-Désert. En 969, par une diplôme du Roi Conrad, il sera concès à l'abbé Adelelme du monastère de Saint-Pierre de Vienne.

### Époque contemporaine
Jusqu'au 1790, la paroisse de Châlons faisait partie de la communauté de Pinet, avec les paroisses de Cour-et-Buis, Eyzin, Meyssiez et Saint-Sorlin, Chaumont, Saint-Marcel et Sanneau.
En 1879, l'ouverture de la rue départementale 46 entre Vienne et Epinouze est approuvée par le Conseil Municipal. En 1907 l'école-Mairie est bâtie. L'électricité arrive dans la commune en 1936, tandis que la ligne téléphonique était déjà active en 1914.
Jusqu'au milieu du XXe siècle, toutes les familles de la commune travaillent dans l'agriculture.
Le 1er août 2012, le journal officiel publie la nouvelle orthographe de « Chalon », à la suite de la demande de changement effectuée en février 2010 par le conseil municipal. Cette demande avait été validée par le conseil départemental de l'Isère en décembre 2010.

## Politique et administration

### Liste des maires
| Période                                  | Période  | Identité                                   | Étiquette | Qualité |
| ---------------------------------------- | -------- | ------------------------------------------ | --------- | ------- |
| 2008                                     | En cours | Élisabeth Tyrode, née Touret (enseignante) | SE        |         |
| Les données manquantes sont à compléter. |          |                                            |           |         |

## Population et société

### Démographie
L'évolution du nombre d'habitants est connue à travers les recensements de la population effectués dans la commune depuis 1793. Pour les communes de moins de 10 000 habitants, une enquête de recensement portant sur toute la population est réalisée tous les cinq ans, les populations de référence des années intermédiaires étant quant à elles estimées par interpolation ou extrapolation. Pour la commune, le premier recensement exhaustif entrant dans le cadre du nouveau dispositif a été réalisé en 2005.

En 2022, la commune comptait 169 habitants, en évolution de −5,06 % par rapport à 2016 (Isère : +3,07 %, France hors Mayotte : +2,11 %).
| 1793 | 1800 | 1806 | 1821 | 1831 | 1836 | 1841 | 1846 | 1851 |
| ---- | ---- | ---- | ---- | ---- | ---- | ---- | ---- | ---- |
| 398  | 118  | 101  | 154  | 138  | 169  | 166  | 169  | 162  |

| 1856 | 1861 | 1866 | 1872 | 1876 | 1881 | 1886 | 1891 | 1896 |
| ---- | ---- | ---- | ---- | ---- | ---- | ---- | ---- | ---- |
| 138  | 140  | 147  | 154  | 132  | 128  | 134  | 99   | 98   |

| 1901 | 1906 | 1911 | 1921 | 1926 | 1931 | 1936 | 1946 | 1954 |
| ---- | ---- | ---- | ---- | ---- | ---- | ---- | ---- | ---- |
| 108  | 98   | 103  | 74   | 81   | 70   | 78   | 75   | 53   |

| 1962 | 1968 | 1975 | 1982 | 1990 | 1999 | 2005 | 2006 | 2010 |
| ---- | ---- | ---- | ---- | ---- | ---- | ---- | ---- | ---- |
| 63   | 55   | 61   | 134  | 163  | 162  | 157  | 155  | 165  |

| 2015 | 2020 | 2022 | - | - | - | - | - | - |
| ---- | ---- | ---- | - | - | - | - | - | - |
| 176  | 173  | 169  | - | - | - | - | - | - |

### Enseignement
Les établissements scolaires de la commune sont rattachés à l'académie de Grenoble.

### Médias
Historiquement, le quotidien à grand tirage Le Dauphiné libéré consacre, chaque jour, y compris le dimanche, dans son édition du Nord-Isère (Vienne), un ou plusieurs articles à l'actualité du canton et quelquefois de la commune, ainsi que des informations sur les éventuelles manifestations locales, les travaux routiers, et autres événements divers à caractère local.

### Cultes
La communauté catholique et l'église de Chalon (propriété de la commune) sont desservies par la paroisse Sainte Mère Teresa en Viennois, elle-même rattachée au diocèse de Grenoble-Vienne.

## Culture et patrimoine

### Lieux et monuments
- Église Saint-Michel (église perchée), composé d'une nef unique et d'un chœur[22].

### Héraldique
|  | Chalon (Isère) possède des armoiries dont l'origine et le blasonnement exact ne sont pas disponibles. |